# Tétrachloromolybdène
Le tétrachloromolybdène est un dimère de formule Cl8Mo2.
Il forme notamment les sels alcalins de l'anion  octachlorodimolybdate [Cl8Mo2]4−, tels que l'octachlorodimolybdate de potassium K4Cl8Mo2, ayant une liaison quadruple comptant parmi les premières identifiées. 